# 前344年
| 千纪： | 前1千纪 |
| 世纪： | 前5世纪 \| 前4世纪 \| 前3世纪 |
| 年代： | 前370年代 \| 前360年代 \| 前350年代 \| 前340年代 \| 前330年代 \| 前320年代 \| 前310年代                                                                                            |
| 年份： | 前349年 \| 前348年 \| 前347年 \| 前346年 \| 前345年 \| 前344年 \| 前343年 \| 前342年 \| 前341年 \| 前340年 \| 前339年                                                              |
| 纪年： | 周顯王二十五年 魯康公九年 齊威王十三年 趙肅侯六年 魏惠王二十六年 韓昭侯十九年 秦孝公十八年 楚宣王二十六年 宋剔成君二十六年 衛成侯十八年 燕後文公十八年 越王無顓十七年 中山成公六年 |

## 大事记
- 魏惠王與十二國諸侯在逢澤之地會面，率諸侯朝見天子，即周顯王，並企圖攻打秦國。秦孝公聽了很害怕，下達命令加強守備以等待魏軍的來犯。這時商鞅獻策。孝公於是派商鞅前去會見惠王，魏惠王聽從遊說，開始稱王，並召集各小國參加逢澤(今河南省開封市南)會盟，使得魏國進攻的矛頭，從秦轉向齊、楚。